# Miguel Hidalgo (San Miguel el Grande)
Miguel Hidalgo es una comunidad en el municipio de San Miguel el Grande en el estado de Oaxaca. Miguel Hidalgo está a 2481 metros de altitud. 

## Geografía
Está ubicada a 17° 2' 34.08"  latitud norte y 97° 21' 14.04"  longitud oeste.

## Población
Según el censo de población de INEGI del 2010: la comunidad cuenta con una población total de 355 habitantes, de los cuales 197 son mujeres y 158 son hombres. Del total de la población 295 personas hablan alguna lengua indígena.

## Ocupación
El total de la población económicamente activa es de 166 habitantes, de los cuales 81 son hombres y 85 son mujeres.